# Brandon Frazier
Brandon Frazier (ur. 19 listopada 1992 w Phoenix) – amerykański łyżwiarz figurowy, startujący w parach sportowych z Alexą Knierim. Wicemistrz olimpijski z Pekinu (2022, drużynowo), mistrz świata (2022), mistrz świata juniorów (2013), srebrny medalista finału Grand Prix (2022), medalista zawodów z cyklu Grand Prix i Challenger Series, trzykrotny mistrz Stanów Zjednoczonych (2017, 2021, 2023).

## Życiorys
Frazier uprawiał wrotkarstwo od 1998 do 2004 roku i występował w tej dyscyplinie również z Haven Denney. Denney i Frazier rozpoczęli wspólną jazdę na lodzie w latach 2005–2008 i wrócili do współpracy po kilkuletniej przerwie dopiero w maju 2011. 25 marca 2020 roku Denney i Frazier zakończyli wspólną jazdę, zaś pięć dni później, 30 marca 2020 roku ogłoszono, że nową partnerką sportową Fraziera została Alexa Knierim.

### Partnerstwo z Knierim
Pierwszy wspólny sezon Knierim i Fraziera, 2020/2021, odbywał się w czasie pandemii, przez co obsada zawodów bywała mniej liczna, ale we wspólnym debiucie na Skate America 2020 niespodziewanie zdobyli złoty medal. Ich dobrą formę na tle innych amerykańskich par sportowych potwierdził tytuł mistrzów Stanów Zjednoczonych, czwarty dla niej i drugi dla Fraziera. Na zakończenie sezonu zajęli siódmą lokatę na mistrzostwach świata.

W zeszłym roku [2020, na mistrzostwach kraju], zanim zaczęliśmy się rozgrzewać, nawiązaliśmy [z Alexą Knierim] kontakt wzrokowy. Była tam tylko konkurencyjność. To normalne, ale zawsze mi się to podobało to uczucie (...). Obydwoje zakończyliśmy wielkie podróże z naszymi byłymi partnerami. Dlatego dla nas to błogosławieństwo, że nadal jesteśmy w stanie startować.

Sezon olimpijski 2021/2022 Knierim i Frazier rozpoczęli od piątego miejsca w Golden Spin of Zagreb, a następnie wystąpili na zawodach z cyklu Grand Prix, gdzie zajęli czwartą lokatę na Skate America i zdobyli brązowy medal na Internationaux de France. Jako najwyżej notowana amerykańska para sportowa byli faworytami do zdobycia kwalifikacji olimpijskiej na mistrzostwach kraju, z których musieli wycofać się po uzyskaniu pozytywnego wyniku na COVID-19 u Fraziera tuż przed zawodami. Knierim i Frazier otrzymali możliwość startu na igrzyskach od federacji po ich petycji w tej sprawie. W lutym 2022 roku wzięli udział w zimowych igrzyskach olimpijskich w Pekinie. Byli jedyną amerykańską parą sportową zgłoszoną do udziału w zawodach drużynowych, gdzie dali reprezentacji USA 14 punktów do klasyfikacji generalnej, przy czym zajmowali trzecie miejsce w programie krótkim (na dziewięć par) oraz piąte, ostatnie miejsce w programie dowolnym. Ostatecznie zdobyli drużynowe wicemistrzostwo olimpijskie. Z kolei w rywalizacji par sportowych zajęli szóste miejsce. Na zakończenie sezonu wzięli udział w mistrzostwach świata 2022, na których po pobiciu rekordów życiowych w obu segmentach oraz nocie łącznej odnieśli największy sukces w historii amerykańskich par sportowych od 20 lat – wywalczyli tytuł mistrzów świata.

## Osiągnięcia

### Z Alexą Knierim
| Zawody                           | 20–21          | 21–22          | 22–23          |                |                |                |                |                |                |                |                |                |                |                |                |                |                |
| Międzynarodowe                   | Międzynarodowe | Międzynarodowe | Międzynarodowe | Międzynarodowe | Międzynarodowe | Międzynarodowe | Międzynarodowe | Międzynarodowe | Międzynarodowe | Międzynarodowe | Międzynarodowe | Międzynarodowe | Międzynarodowe | Międzynarodowe | Międzynarodowe | Międzynarodowe | Międzynarodowe |
| -------------------------------- | -------------- | -------------- | -------------- | -------------- | -------------- | -------------- | -------------- | -------------- | -------------- | -------------- | -------------- | -------------- | -------------- | -------------- | -------------- | -------------- | -------------- |
| Zimowe igrzyska olimpijskie      |                | 6              |                |                |                |                |                |                |                |                |                |                |                |                |                |                |                |
| Mistrzostwa świata               | 7              | 1              | 2              |                |                |                |                |                |                |                |                |                |                |                |                |                |                |
| GP Finał Grand Prix              |                |                | 2              |                |                |                |                |                |                |                |                |                |                |                |                |                |                |
| GP Skate America                 | 1              | 4              | 1              |                |                |                |                |                |                |                |                |                |                |                |                |                |                |
| GP Internationaux de France      |                | 3              |                |                |                |                |                |                |                |                |                |                |                |                |                |                |                |
| GP MK John Wilson Trophy         |                |                | 1              |                |                |                |                |                |                |                |                |                |                |                |                |                |                |
| CS Golden Spin of Zagreb         |                | 5              |                |                |                |                |                |                |                |                |                |                |                |                |                |                |                |
| Krajowe                          |                |                |                |                |                |                |                |                |                |                |                |                |                |                |                |                |                |
| Mistrzostwa Stanów Zjednoczonych | 1              | WD             | 1              |                |                |                |                |                |                |                |                |                |                |                |                |                |                |
| Zawody drużynowe                 |                |                |                |                |                |                |                |                |                |                |                |                |                |                |                |                |                |
| Zimowe igrzyska olimpijskie      |                | 2              |                |                |                |                |                |                |                |                |                |                |                |                |                |                |                |
| World Team Trophy                | 2 T 2 P        |                |                |                |                |                |                |                |                |                |                |                |                |                |                |                |                |

### Z Haven Denney

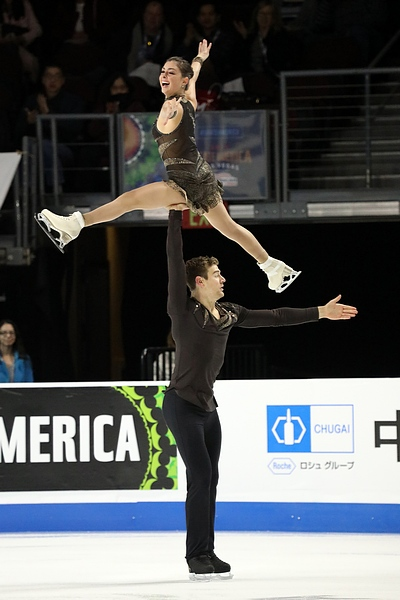
Denney i Frazier w programie dowolnym na Skate America 2019

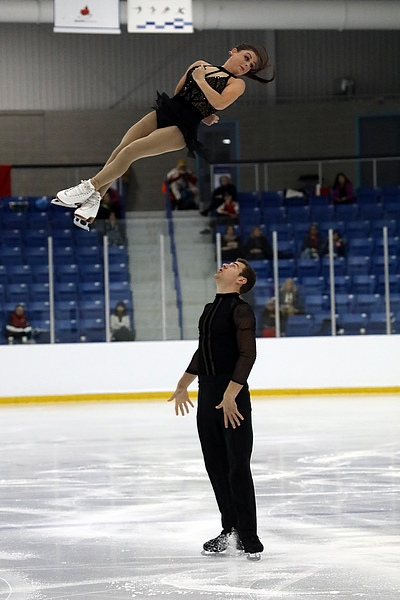
Denney i Frazier w programie krótkim na Autumn Classic International 2018

| Zawody                                | 05–06          | 07–08          | 11–12          | 12–13          | 13–14          | 14–15          | 16–17          | 17–18          | 18–19          | 19–20          |                |                |                |                |                |                |                |
| Międzynarodowe                        | Międzynarodowe | Międzynarodowe | Międzynarodowe | Międzynarodowe | Międzynarodowe | Międzynarodowe | Międzynarodowe | Międzynarodowe | Międzynarodowe | Międzynarodowe | Międzynarodowe | Międzynarodowe | Międzynarodowe | Międzynarodowe | Międzynarodowe | Międzynarodowe | Międzynarodowe |
| ------------------------------------- | -------------- | -------------- | -------------- | -------------- | -------------- | -------------- | -------------- | -------------- | -------------- | -------------- | -------------- | -------------- | -------------- | -------------- | -------------- | -------------- | -------------- |
| Mistrzostwa świata                    |                |                |                |                |                | 12             | 20             |                |                |                |                |                |                |                |                |                |                |
| Mistrzostwa czterech kontynentów      |                |                |                |                | 4              | 7              | 8              |                | 5              |                |                |                |                |                |                |                |                |
| GP Internationaux de France           |                |                |                |                |                |                |                |                | WD             | 3              |                |                |                |                |                |                |                |
| GP NHK Trophy                         |                |                |                |                | 5              |                |                |                |                |                |                |                |                |                |                |                |                |
| GP Rostelecom Cup                     |                |                |                |                |                | 4              |                |                |                |                |                |                |                |                |                |                |                |
| GP Skate America                      |                |                |                |                |                | 2              | 2              | 7              |                | 3              |                |                |                |                |                |                |                |
| GP Skate Canada International         |                |                |                |                | 5              |                | 4              | 7              | 6              |                |                |                |                |                |                |                |                |
| CS Autumn Classic International       |                |                |                |                |                | 2              |                |                | 3              |                |                |                |                |                |                |                |                |
| CS Golden Spin Zagrzeb                |                |                |                |                |                |                | 4              |                |                |                |                |                |                |                |                |                |                |
| CS Lombardia Trophy                   |                |                |                |                |                | 1              |                |                |                |                |                |                |                |                |                |                |                |
| CS Memoriał Ondreja Nepeli            |                |                |                |                |                |                | 4              |                |                |                |                |                |                |                |                |                |                |
| CS Nebelhorn Trophy                   |                |                |                |                |                |                |                |                |                | 6              |                |                |                |                |                |                |                |
| CS U.S. International Classic         |                |                |                |                |                |                |                | 4              |                |                |                |                |                |                |                |                |                |
| Memoriał Ondreja Nepeli               |                |                |                |                | 4              |                |                |                |                |                |                |                |                |                |                |                |                |
| Międzynarodowe: Kategorie młodzieżowe |                |                |                |                |                |                |                |                |                |                |                |                |                |                |                |                |                |
| Mistrzostwa świata juniorów           |                |                | 4              | 1              |                |                |                |                |                |                |                |                |                |                |                |                |                |
| JGP w Austrii                         |                |                | 7              |                |                |                |                |                |                |                |                |                |                |                |                |                |                |
| JGP na Łotwie                         |                |                | 8              |                |                |                |                |                |                |                |                |                |                |                |                |                |                |
| JGP w Stanach Zjednoczonych           |                |                |                | 4              |                |                |                |                |                |                |                |                |                |                |                |                |                |
| Krajowe                               |                |                |                |                |                |                |                |                |                |                |                |                |                |                |                |                |                |
| Mistrzostwa Stanów Zjednoczonych      | 10 V           | 3 I            | 1 J            | 5              | 5              | 2              | 1              | 5              | 2              | 5              |                |                |                |                |                |                |                |

### Z Mandy Garza
| Zawody                                | 09–10                                 | 10–11                                 |                                       |                                       |                                       |                                       |                                       |                                       |                                       |                                       |                                       |                                       |                                       |                                       |                                       |                                       |                                       |                                       |
| Międzynarodowe: Kategorie młodzieżowe | Międzynarodowe: Kategorie młodzieżowe | Międzynarodowe: Kategorie młodzieżowe | Międzynarodowe: Kategorie młodzieżowe | Międzynarodowe: Kategorie młodzieżowe | Międzynarodowe: Kategorie młodzieżowe | Międzynarodowe: Kategorie młodzieżowe | Międzynarodowe: Kategorie młodzieżowe | Międzynarodowe: Kategorie młodzieżowe | Międzynarodowe: Kategorie młodzieżowe | Międzynarodowe: Kategorie młodzieżowe | Międzynarodowe: Kategorie młodzieżowe | Międzynarodowe: Kategorie młodzieżowe | Międzynarodowe: Kategorie młodzieżowe | Międzynarodowe: Kategorie młodzieżowe | Międzynarodowe: Kategorie młodzieżowe | Międzynarodowe: Kategorie młodzieżowe | Międzynarodowe: Kategorie młodzieżowe | Międzynarodowe: Kategorie młodzieżowe |
| ------------------------------------- | ------------------------------------- | ------------------------------------- | ------------------------------------- | ------------------------------------- | ------------------------------------- | ------------------------------------- | ------------------------------------- | ------------------------------------- | ------------------------------------- | ------------------------------------- | ------------------------------------- | ------------------------------------- | ------------------------------------- | ------------------------------------- | ------------------------------------- | ------------------------------------- | ------------------------------------- | ------------------------------------- |
| JGP w Austrii                         |                                       | 8                                     |                                       |                                       |                                       |                                       |                                       |                                       |                                       |                                       |                                       |                                       |                                       |                                       |                                       |                                       |                                       |                                       |
| Krajowe                               |                                       |                                       |                                       |                                       |                                       |                                       |                                       |                                       |                                       |                                       |                                       |                                       |                                       |                                       |                                       |                                       |                                       |                                       |
| Mistrzostwa Stanów Zjednoczonych      | 3 N                                   | 5 J                                   |                                       |                                       |                                       |                                       |                                       |                                       |                                       |                                       |                                       |                                       |                                       |                                       |                                       |                                       |                                       |                                       |

## Programy
Alexa Knierim / Brandon Frazier
| Sezon   | Program krótki (SP)                                                                                        | Program dowolny (FS)                                                                                   |
| ------- | --- | --- |
| 2022–23 | - Separate Ways (Worlds Apart) – Journey choreografia: Shae-Lynn Bourne, John Kerr                         | - Sign of The Times – Harry Styles choreografia: Shae-Lynn Bourne, John Kerr                           |
| 2021–22 | - House of The Rising Sun – Heavy Young Heathens choreografia: Renee Rocca, Shae-Lynn Bourne               | - Fix You – Coldplay - Redemption Through Love – Karl Hugo choreografia: Renee Rocca, Shae-Lynn Bourne |
| 2020–21 | - In the End – Tommee Profitt, oryg. Linkin Park - Too Far Gone – Hidden Citizens choreografia: Renee Roca | - Fall On Me – Andrea Bocelli, Matteo Bocelli choreografia: Renee Roca                                 |